# 神职界修会教堂 (费拉拉)
神职界修会教堂（Chiesa dei Teatini）是意大利费拉拉的一个罗马天主教教堂，位于 Corso della Giovecca。

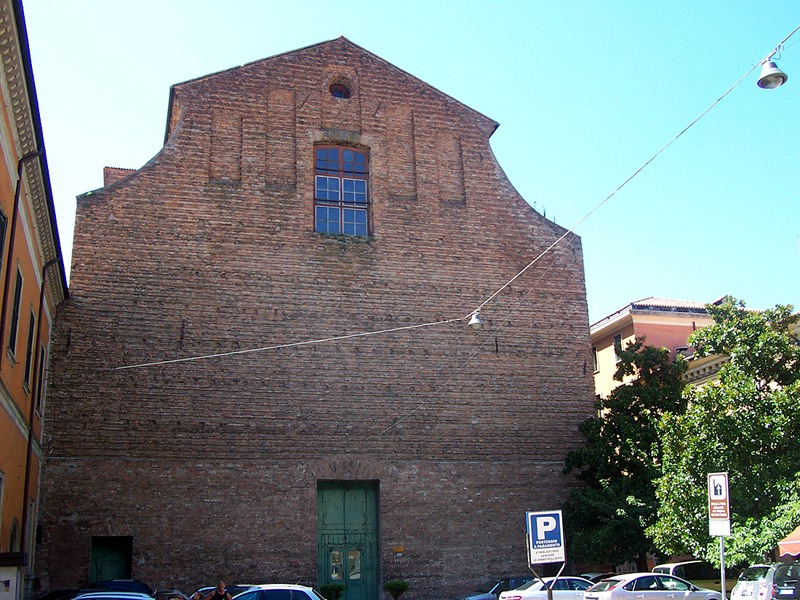

## 历史
1618年，神职界修会在此建堂。教堂由建筑师卢卡·达内斯设计，完成于1653年，采用时髦的巴洛克风格。
立面为砖砌，内部装饰丰富，包括唱经楼的克莱芒特·梅奥拉的“圣嘉耶当生平”、安德烈·萨基的“圣若翰洗者”、圭尔奇诺的“圣母在殿中”、卡米约·里奇的“圣安德肋”、亚历山德罗·内斯利的圣器室的天花板壁画“圣嘉耶当的荣耀”、第一小堂科斯坦索·卡塔尼奥的“圣额我略”、阿方索·里瓦罗拉的“圣嘉耶当”和“复活”等等。